# Nightcore
Una versión nightcore o sped-up es aquella en donde se acelera más de un 25 % el tono y tempo de una composición musical. Su nombre proviene del duo noruego Nightcore, que publicó varias versiones aceleradas de canciones de trance y eurodance a principios de los años 2000. El constante uso de personajes de anime en las carátulas de YouTube de las remezclas nightcore también provocó que esta práctica se asocie comúnmente a la cultura otaku.
Durante los años 2020, la tendencia de acelerar obras musicales se repopularizó bajo el nombre de sped-up a través de la red social TikTok.

## Historia

### Años 2000: orígenes
En 2002, los noruegos Thomas S. Nilsen y Steffen Ojala Søderholm acuñaron por primera vez el término nightcore como nombre de un proyecto escolar donde aceleraban canciones de música electrónica. Según su sitio web «Nightcore is Hardcore», el nombre significa «somos el centro de la noche [nightcore], para que puedan bailar toda la noche». En 2011, el duo declaró que su gusto por las voces agudas del grupo alemán Scooter y la escasez de este tipo de artistas fue lo que los influenció a empezar a acelerar canciones, y que el nightcore se convirtió en un estilo musical y una forma de hacer a la música más feliz o «"happy hardcore" como le dicen».
Nightcore solía acelerar canciones de eurodance y trance en más de un 25 %, comúnmente entre las 160 y 180 pulsaciones por minuto; fórmula que se instauró como lo común en la práctica. El tempo rápido, la sensación enérgica y las voces agudas del nightcore causó comparaciones con géneros como el happy hardcore y bubblegum bass.

## Géneros derivados

### Anti-Nightcore
Anti-nightcore es, como su nombre indica, un género musical opuesto al Nightcore, este se caracteriza por ser remezclas donde se ralentiza el tempo y se baja el tono de la canción original. Esta variante del nightcore tiene su origen en distintas plataformas de video en línea. También se le puede llamar Daycore.

### Nightstep
Nightstep es un subgénero o terminología que hace referencia a remezclas de música dubstep siguiendo el estilo de edición del subgénero nightcore, siendo su nombre un acrónimo de ambos términos. Esta variante del nightcore tiene su origen en distintas plataformas de video en línea.